# Alvar Silow
Alvar Silow, född den 31 juli 1885 i Stockholm, död den 24 oktober 1963 i Uppsala, var en svensk biblioteksman. Han var son till Carl Adolf Silow och far till Sven Silow.
Silow blev filosofie licentiat vid Uppsala universitet  1914 och filosofie hedersdoktor 1945. Han var amanuens vid Uppsala universitetsbibliotek 1914–1918 och bibliotekarie hos Stora Kopparbergs Bergslags aktiebolag och föreståndare för dess publicitetsavdelning 1917–1950. Han organiserade dess biblioteks arkivdepå och museum, var redaktör för dess tidning Bergslaget 1946–1950 och ordförande för Bergslagets historiekommitté 1953–1957. Silow var inspektor vid småskoleseminariet i Falun 1948–1952, initiativtagagare till Falu medborgarhus och sekreterare i dess byggnadskommitté, ordförande för stadens historiekommitté och biblioteksstyrelse 1947–1950 och Sveriges industriförbunds arkivkommitté 1951–1954.  Han var vice ordförande i Dalarnas fornminnes och hembygdsförbunds styrelse 1942–1952 och ordförande i dess arbetsutskott 1940-1951. Han var expert i 1942 års tekniska bibliotekskommitté. Han blev korresponderande ledamot av Vitterhetsakademien 1932 och av Gustav Adolfs Akademien 1942. Bland hans skrifter kan nämnas Tegnérs boklån i Lunds universitetsbibliotek (1913), Svensk litteraturhistorisk bibliografi för 1914 och 1915 och Falu stads sparbank 1825-1925. Han utgav även flera smärre skrifter inom det bibliografiska samt det industri- och kulturhistoriska området, samt översatte Montesquieus Persiska brev 1915.